# Stigmella sanguisorbae
Stigmella sanguisorbae là một loài bướm đêm thuộc họ Nepticulidae. Nó được tìm thấy ở Đức và Ba Lan to Thụy Sĩ, Áo và Hungary.
Ấu trùng ăn Sanguisorba officinalis. Chúng ăn lá nơi chúng làm tổ.